# هارلو
هارلو (به انگلیسی: Harlow) شهری در کشور انگلستان است که این کشور خود بخشی از بریتانیا محسوب می‌شود. این شهر در سال ۱۹۹۱ میلادی ۷۴٫۶۲۹ نفر جمعیت داشته و در سرشماری سال ۲۰۰۱ جمعیت آن به ۸۸٫۲۹۶ نفر رسیده‌است. میزان رشد سالانهٔ جمعیت هارلو ‎-۰٫۹۱ درصد می‌باشد و جمعیت این شهر در سال ۲۰۱۲ به ۷۹٫۸۴۹ نفر تغییر یافت.